# Me (Laura Marano)
ME è l'EP di debutto della'attrice, cantante, cantautrice e musicista statunitense Laura Marano. Pubblicato da artista indipendente dalla sua casa discografica personale Flip Phone Records l'8 marzo 2019, l'EP presenta cinque tracce originali e due remix dei singoli Let Me Cry e F.E.O.U.

## Antecedenti
Nel 2016, Laura Marano aveva già pubblicato due singoli sotto la casa discografica Big Machine Records. La casa discografica ha successivamente annullato tutti i contratti con i suoi cantanti pop, tranne con la cantante Taylor Swift. Laura Marano ha successivamente firmato un contratto con la Warner Bros. Records, per poi, infine, lasciare la casa discografica. Dal 2018, la cantante ha deciso di pubblicare musica indipendentemente, e l'EP Me è la sua prima raccolta di inediti pubblicata dal 2016, l'inizio del periodo di attività da solista.

## Singoli
Nell'ottobre 2018, Laura Marano pubblica il singolo Me, e pochi giorni dopo il videoclip ufficiale sul suo canale YouTube. Il singolo anticipa l'omonimo EP. Nel mese di gennaio 2019, la cantante pubblica singolo e video di Let Me Cry, mentre nel mese di febbraio si esibisce al Roxy Theatre di Los Angeles e lo stesso giorno pubblica il singolo F.E.O.U. Il 1º marzo 2019 annuncia ufficialmente la data di uscita, la copertina e l'elenco delle tracce dell'EP tramite i suoi profili, e pubblica il singolo promozionale Lie To Me su iTunes, disponibile con il pre-ordine dell'EP, che funge anche da colonna sonora del film The Perfect Date, distribuito da Netflix nel mese di aprile, nel quale recita anche Laura Marano accanto a Noah Centineo e Camila Mendes. Sempre nel mese di marzo rilascia il lyric video di Not Like Me. Nel mese di giugno rilascia il videoclip ufficiale di Lie To Me. Successivamente, la cantante annuncia che sarà registrato il videoclip di F.E.O.U., e che verrà rilasciato nel mese di settembre 2019. In seguito, il videoclip viene rilasciato in anteprima il 23 settembre 2019 sull'applicazione Halogen.tv e sulle                                                                           altre piattaforme digitali l'8 ottobre.

## Tracce
1. Me – 3:05 (Alex Evert, Alex Tirheimer, Chelsea Lena, David Brook, Laura Marano)
2. Let Me Cry – 3:30 (Justin Gamella, Laura Marano, Madison Love, Mitch Allan)
3. F.E.O.U. – 3:16 (Chelsea Lena, Laura Marano, Lauren Brooke, The Monarch)
4. Not Like Me – 3:37 (Jason Mraz, Laura Marano, Michael Natter, Nancy Natter)
5. Lie to Me – 3:38 (Cassandra Stoberge, Laura Marano, Melanie Wehbe, Pär Almkvist)
6. Let Me Cry (Rat City Remix) – 3:21
7. F.E.O.U. (bvd kult Remix) – 3:37